# Amt Klützer Winkel
L'Amt Klützer Winkel est un Amt de l'arrondissement du Mecklembourg-du-Nord-Ouest dans le land de Mecklembourg-Poméranie-Occidentale, au nord de l'Allemagne.

## Communes
1. Boltenhagen
2. Damshagen
3. Hohenkirchen
4. Kalkhorst
5. Klütz
6. Zierow